# Сан-Мігель (округ Контра-Коста, Каліфорнія)
Сан-Мігель (англ. San Miguel) — переписна місцевість (CDP) в США, в окрузі Контра-Коста штату Каліфорнія. Населення — 3591 особа (2020).

## Географія
Сан-Мігель розташований за координатами 37°53′12″ пн. ш. 122°2′13″ зх. д. / 37.88667° пн. ш. 122.03694° зх. д. (37.886700, -122.036831).  За даними Бюро перепису населення США в 2010 році переписна місцевість мала площу 2,72 км², уся площа — суходіл.

## Демографія
Згідно з переписом 2010 року, у селищі мешкали 3392 особи в 1253 домогосподарствах у складі 988 родин. Густота населення становила 1247 осіб/км².  Було 1291 помешкання (475/км²).
Расовий склад населення:
| - 88,0 % — білих - 5,6 % — азіатів - 0,9 % — чорних або афроамериканців - 0,1 % — вихідців з тихоокеанських островів - 0,1 % — корінних американців - 1,1 % — осіб інших рас |

До двох чи більше рас належало 4,2 %. Частка іспаномовних становила 5,9 % від усіх жителів.
За віковим діапазоном населення розподілялося таким чином: 24,5 % — особи молодші 18 років, 59,5 % — особи у віці 18—64 років, 16,0 % — особи у віці 65 років та старші. Медіана віку мешканця становила 47,2 року. На 100 осіб жіночої статі у селищі припадало 96,0 чоловіків;  на 100 жінок у віці від 18 років та старших — 94,4 чоловіків також старших 18 років.
Середній дохід на одне домашнє господарство  становив 189 203 долари США (медіана — 155 181), а середній дохід на одну сім'ю — 209 980 доларів (медіана — 165 625). Медіана доходів становила 123 393 долари для чоловіків та 119 797 доларів для жінок. За межею бідності перебувало 0,5 % осіб, у тому числі 0,0 % дітей у віці до 18 років та 0,0 % осіб у віці 65 років та старших.
Цивільне працевлаштоване населення становило 1718 осіб. Основні галузі зайнятості: науковці, спеціалісти, менеджери — 23,1 %, освіта, охорона здоров'я та соціальна допомога — 21,6 %, фінанси, страхування та нерухомість — 10,1 %, будівництво — 7,7 %.